# Казаченко, Николай Михайлович
Николай Михайлович Казаченко (1916—1977) — старшина Советской Армии, участник Великой Отечественной войны, Герой Советского Союза (1943).

## Биография
Николай Казаченко родился 1 января 1916 года в деревне Берёзовка (ныне — Червенский район Минской области Белоруссии). В 1937—1940 годах проходил службу в Рабоче-крестьянской Красной Армии, участвовал в польском походе и советско-финской войне. После демобилизации работал трактористом в машинно-тракторной станции. В 1941 года Казаченко был повторно призван в армию. С июня того же года — на фронтах Великой Отечественной войны. К октябрю 1943 года сержант Николай Казаченко командовал отделением 112-го отдельного инженерного батальона 37-й армии Степного фронта. Отличился во время битвы за Днепр.
3 октября 1943 года отделение Казаченко построило пристань, а затем переправило в районе Кременчуга на пароме 1700 бойцов и командиров, 60 подвод с боеприпасами и снаряжением, 120 лошадей, 620 ящиков со снарядами.
Указом Президиума Верховного Совета СССР от 20 декабря 1943 года сержант Николай Казаченко был удостоен высокого звания Героя Советского Союза с вручением ордена Ленина и медали «Золотая Звезда».
В 1946 году в звании старшины Казаченко был демобилизован. Проживал в Минске. В 1949 году Казаченко окончил высшую партийную школу при ЦК КП Белорусской ССР, после чего работал на автозаводе. Скончался 21 марта 1977 года.
Был также награждён орденами Отечественной войны 2-й степени и Красной Звезды, рядом медалей.